# Curtiss P-36 Hawk
Curtiss P-36 Hawk, även känt som Curtiss Hawk Model 75, var ett amerikanskt enmotorigt och ensitsigt jaktflygplan som konstruerades på 1930-talet. Flygplanet, som var samtida med Hawker Hurricane och Messerschmitt Bf 109, var ett av de första jaktplanen av den nya generationen smäckra monoplan som i hög grad använde metall som konstruktionsmaterial och hade kraftfulla motorer. Flygplanet som var föråldrat vid det andra världskrigets utbrott är bäst känt som flygplanet Curtiss P-40s föregångare. P-36 användes enbart begränsat i strid i det amerikanska flygvapnet, men desto mera i det franska flygvapnet och även i de brittiska samväldesstyrkorna samt i kinesiska flygenheter. Med sina omkring 1 000 byggda flygplan kom P-36 att bli en stor kommersiell framgång för Curtiss. Denna artikel behandlar även prototyperna YP-37 och XP-42 som är baserade på P-36.

## Bakgrund
Boeing P-26 var 1933 det första monojaktplanet i helmetall som togs i tjänst av den amerikanska arméns flygkår (United States Army Air Corps, USAAC), byggd med en öppen förarkabin och fasta landställ. Strax efter att den tagits i bruk insåg USAAC:s ledning att flygplanet inte levde upp till förväntningarna och man beställde prototyper till ett bättre flygplan från fyra flygplanstillverkare: Curtiss, Seversky, Northrop och Consolidated. Curtiss-Wright-fabrikens prototyp Model 75 flög den 13 maj 1935.

## Utveckling
Curtiss Model 75 var ett privat projekt av företaget. Det hade ritats av den tidigare Northropingenjören Donovan Berlin. Den första prototypen, som konstruerades år 1934, var en helmetallkonstruktion med duktäckta roderytor. Dess motor, en Wright XR-1670-5 utvecklade 900 hk (671 kW) och flygplanet var bestyckat med den typiska USAAC-beväpningen som innebar en 7,62 mm och en 12,7 mm kulspruta som sköt genom propellerfältet. Även typiskt för konstruktioner av denna tid var avsaknaden av pansar och självtätande bränsletankar. Det distinkta landstället som roterade 90 grader innan huvudhjulen fälldes in i vingens tunna bakdel var egentligen en Boeing-patenterad konstruktion och Curtiss var därmed tvungen att betala royalties.
Prototypen flög i maj 1935 och uppnådde 452 km/h på 3 050 meters höjd under de tidiga testflygningarna. Den 27 maj 1935 flögs prototypen till Wright Field i Ohio, för att delta i USAAC:s tävling om ett ensitsigt flygplan. Tävlingen kom dock att skjutas upp eftersom Severskys konstruktion havererade på väg till tävlingen. Curtiss utnyttjade dröjsmålet till att ersätta den otillförlitliga motorn med en Wright XR-1820-39 Cyclone som utvecklade 950 hk (709 kW). Man byggde även om flygkroppen och tillförde det distinkt utskurna bakfönstret för att förbättra sikten bakåt. Den nya prototypen kallades Model 75B medan R-1670-versionen retroaktivt kallades Model 75D. Tävlingen hölls slutligen i april 1936. Olyckligtvis för Curtiss misslyckades den nya motorn att leverera den utlovade kraften och flygplanet uppnådde enbart 460 km/h. Trots att dess medtävlare, Seversky P-35, också underpresterade och var dyrare förklarades den som vinnare och gavs kontraktet om 77 flygplan. Den 16 juni 1936 gavs Curtiss en USAAC-order för tre prototyper som kallades Y1P-36. USAAC oroade sig för det politiska mullret i Europa och för Severskys möjligheter att leverera P-35 i tillräcklig mängd tillräckligt snabbt och ville därför ha ett backupjaktplan. Y1P-36 (Model 75E) utrustades med motorn Pratt & Whitney R-1830-13 Twin Wasp som levererade 900 hk (671 kW) och man förstorade ytterligare det utskurna bakre fönstret. Det nya flygplanet fungerade så bra att det vann USAAC:s tävling år 1937 och fick en order om 210 P-36A -jaktplan.

### Curtiss YP-37
Tidigt år 1937 beordrade USAAC Curtiss att anpassa en P-36 till den nya vätskekylda turboladdade Allison V-1710-motorn med en effekt på 1 150 hk (858 kW). Flygplanet som kallades XP-37 var byggt kring den ursprungliga Model 75-flygkroppen. Kylarna monterades på flygkroppens utsida omkring motorn. För att balansera flygplanet och skapa utrymme för kylarna flyttades sittbrunnen långt bakåt. Flygplanet flög i april 1937 och uppnådde 547 km/h på 6 100 meters höjd. Trots att turbokompressorn var extremt otillförlitlig och synfältet från sittbrunnen var i det närmaste obefintligt vid start och landning, blev USAAC tillräckligt övertygade för att beställa 13 testflygplan som kallades YP-37. De hade bättre aerodynamik och en mera tillförlitlig turbokompressor. Det första flygplanet flög i juni 1939. Motorn kom dock fortsättningsvis att ställa till med problem och projektet avbröts till förmån för en annan Curtisskonstruktion, Curtiss P-40.

### Curtiss XP-42
I ett försök att förbättra de luftkylda motorernas aerodynamik utrustades den fjärde P-36A (serienummer 38-004) med en lång strömlinjeformad motorhuv, som påminde om dem som vattenkylda motorer brukade ha. Tolv olika konstruktioner testades utan större framgång; trots att flygplanet var snabbare än en vanlig P-36A, lyckades man aldrig lösa motorkylningsproblemen. Eftersom den nya P-40 var snabbare, avbröt man projektet. Senare under dess tjänstgöring utrustade man den enda XP-42 med en stjärtsektion som var helt rörlig, för att utröna denna kontrollkonfigurations funktion.

## Operationell historia
De första produktionsexemplaren av P-36A levererades till 20th Pursuit Group vid Barksdale Field i Louisiana i april 1938. Flygplanets tjänstehistoria naggades av ett antal barnsjukdomar med avgasutblås, plåt som bucklades över landstället och svaga punkter i flygkroppen vilket begränsade flygegenskaperna. När dessa problem slutligen löstes ansågs flygplanet föråldrat och sändes till träningsenheter och till mera fjärran enheter såsom Albrook Field i Kanalzonen, Elmendorf Field i Alaska och Wheeler Field i Hawaii. Den enda striden med amerikanska P-36 skedde vid Pearl Harbor den 7 december 1941. Fyra av de 39 flygplanen lyckades starta och sköt ner två japanska Nakajima B5N bombplan, de första amerikanska luftsegrarna i det andra världskriget. I mars 1942 sändes tio USAAC P-36A till Brasilien.

### Användning i Frankrike

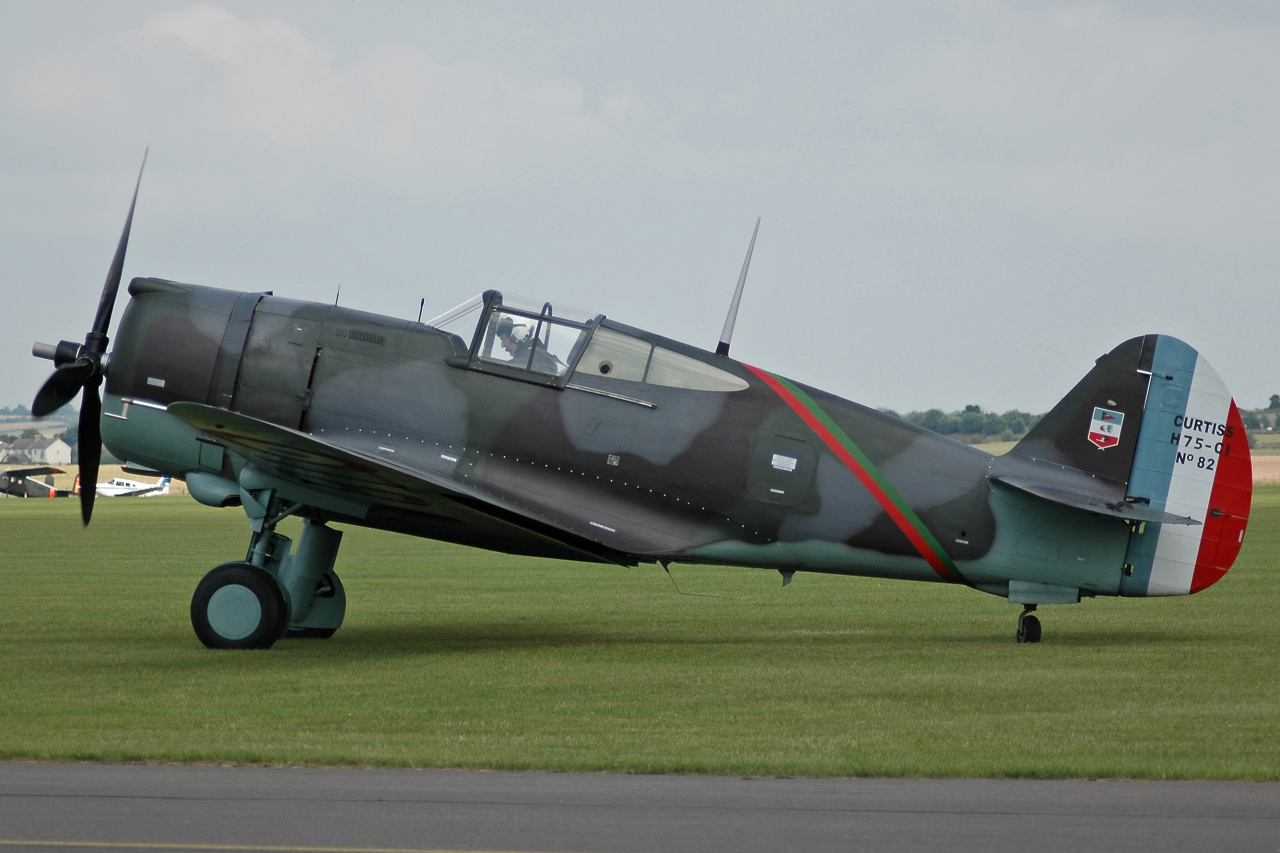
Curtiss H75C-1.

P-36 hade enbart en kort karriär i det amerikanska flygvapnet men däremot en vid användning i andra länder. Det franska flygvapnet inledde förhandlingar om införskaffande av 300 P-36A redan innan det börjat produceras. Förhandlingsprocessen kom att dra ut på tiden eftersom kostnaden var dubbel mot de franska jaktplanen Morane-Saulnier MS.406 och Bloch MB.150 och man ansåg att leveranserna skulle gå för långsamt. USAAC var inte nöjd med takten som flygplanen levererades och ansåg att ifall man började exportera flygplanet skulle leveranserna sackas ytterligare. De motsatte sig därför aktivt affären. Slutligen krävdes det en direkt inblandning av den amerikanske presidenten Franklin Roosevelt för att den franske testpiloten Michel Detroyat skulle få en chans att ens flyga planet Y1P-36.
Detroyats entusiasm, problem med MB.150 och den tyska upprustningen tvingade Frankrike att köpa 100 flygplan och 173 motorer. Den första Hawk 75A-1 anlände till Frankrike i december 1938 och togs i tjänst i mars 1939. Efter de första exemplaren levererades flygplanen i delar som sattes ihop i Frankrike av Societe Nationale de Constructions Aeronautiques du Centre. Flygplanet kallades officiellt för Curtiss H75-C1 (men har även kallats bara H-75A) och kraftsattes av en Pratt & Whitney R-1830-SC-G-motor på 900 hk (671 kW). Flygplanet hade metriska instrument, en sits för franska fallskärmar, ett franskt gasreglage (som fungerade tvärt emot amerikanska och brittiska reglage, det vill säga full fart framåt var bakåt istället för framåt) och en bestyckning om fyra 7,5 mm kulsprutor. En senare variant kallad H-75A-4 hade sex stycken 7,5 mm kulsprutor. Flygplanet utvecklades kontinuerligt och när Frankrike slutligen föll hade fransmännen 291 stycken Hawk 75A i tjänst.
Den 8 september 1939 vann flygplan från Groupe de Chasse II/4 två luftsegrar mot Luftwaffes Messerschmitt Bf 109E, vilket var de allierades första flygsegrar på västfronten i andra världskriget. Mellan 1939 och 1940 vann fransmännen 230 bekräftade och 80 troliga flygsegrar med Hawk 75 mot en förlust av enbart 29 flygplan. Av de 11 franska flygarässen under krigets tidiga skeden flög sju Hawk. Det största ässet vid denna tidpunkt var löjtnant Marin La Meslee med 15 bekräftade och 5 troliga segrar med denna typ. Erövrade flygplan kom att flygas av Vichyregimens flygvapen mot de allierade. Under Operation Torch i Nordafrika, slogs Vichyflygplan mot den amerikanska flottans Grumman F4F Wildcat, där man förlorade 15 flygplan mot 7 nedskjutna amerikanska flygplan.

### Användning i Finland

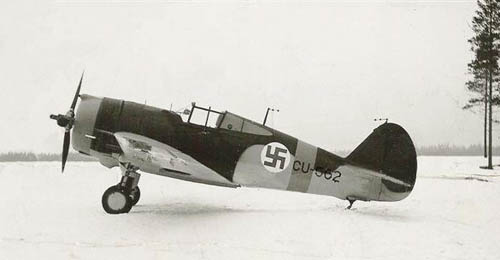
P-36 Hawk i Finlands flygvapens färger i februari 1943.

Efter Frankrikes fall erbjöd sig Tyskland att sälja erövrade Curtiss Hawk-plan till Finland i oktober 1940. Sammanlagt såldes 44 Hawkflygplan till Finland i tre separata leveranser mellan 23 juni 1941 och 5 januari 1944. Alla kom inte från Frankrike; vissa hade sålts till Norge men erövrats medan de ännu var i sina trälårar när tyskarna invaderade landet.
De finländska piloterna gillade flygplanet och hade stora framgångar med det. Sammanlagt delades 190 1/3 segrar med Hawk av 58 piloter mellan 1941 och 1944. Det finska flygarässet Kyösti Karhila vann 13 1/4 av sina 32 luftsegrar med Hawk, medan K. Tervo, som var det högst rankade Hawkässet, vann 15 3/4 segrar. Hawkflygplanen flögs av divisionerna Lentolaivue 14 (senare Hävittäjälentolaivue 14) och Lentolaivue 32 (Hävittäjälentolaivue 32) under deras hela karriär.
De finska Hawksflygplanen var inledningsvis utrustade med antingen fyra eller sex 7,5 mm kulsprutor. Detta var någorlunda tillräckligt under de inledande skedena av fortsättningskriget, men senare kom de sovjetiska jaktplanen att utrustas med pansar och uppnådde även högre hastigheter. 1942 ersatte den statliga flygplanstillverkaren VL flygkroppskulsprutorna med antingen en eller två 12,7 mm Coltkulsprutor och installerade två 7,7 mm Browningkulsprutor i varje vinge. Man använde sig även av 12,7 mm Berezin UB kulsprutor och från hösten 1943 fick 7 finska Hawkplan VKT LKk/42 kulsprutor. Förändringarna i beväpningen påverkade inte de goda flygegenskaperna men gjorde nytta mot de sovjetiska jaktplanen. De finländska flygplanen var även utrustade med siktet Revi 3D eller C/12D.
De överlevande finländska Hawkjaktplanen var i tjänst fram till 1948. Inget av de flygplan som var i finländsk tjänst finns kvar idag.

### Användningen av Hawk 75A "Mohawk" i Storbritannien

Brittisk Mohawk IV i Indien i januari 1943.

Brittiska Royal Air Force visade stort intresse för flygplanet. Jämförelser mellan en lånad fransk Hawk 75A-2 och en Supermarine Spitfire visade att Hawkflygplanet hade flera fördelar gentemot den tidiga varianten av det klassiska brittiska flygplanet. Hawk hade lättare kontroller än Spitfiren vid farter över 480 km/h, speciellt vid dykanfall, och befanns lättare att manövrera i luftstrider tack vare dess mindre känsliga höjdroder och bättre sikt runtomkring. Hawk var även enklare att kontrollera vid start och landning. Spitfires överlägsna acceleration och toppfart gav den slutligen övertaget och fördelen att kunna anfalla och lämna striden när man önskade. Trots att britterna beslöt att inte köpa flygplanet kom de ändå över 229 Hawkflygplan som sänts till Storbritannien i stället för det ockuperade Frankrike samt flygplan som flytt från Frankrike. Flygplanet gavs beteckningen Mohawk I till IV, vilket motsvarade de franska Hawk 75A-1 till A-4 och de utrustades med brittiska 7,7 mm Vickers K-kulsprutor och normala gasreglage (framåt för mera kraft). Flygplanen ansågs för föråldrade för att kunna nyttjas i Europa och 72 Mohawksjaktplan sändes till Sydafrika och ett antal tjänstgjorde i Indien och Burma. Tolv Mohawkjaktplan överfördes till Portugal.

### Övriga nationer
I april 1941 beställde den indiska regeringen 48 Hawk 75A med Cyclone-motorer som skulle byggas av Hindustan Aircraft. Det första indiskbyggda flygplanet flög den 31 juli 1942. Ytterligare fyra flygplan tillverkades innan projektet övergavs. De indiskbyggda flygplanen inlemmades i RAF som Mohawk IV.
Norge beställde 24 Hawk 75A-6 med Twin Wasp-motorer, av vilka 19 hade levererats och 7 väntade på montering när tyskarna invaderade. Inget av flygplanen var stridsfärdigt. De icke-monterade flygplanen förstördes av en arbetare som krossade instrumenten och klippte av alla vajrar han kunde komma åt. Norska Hawkflygplan utgjorde en del av de Hawkflygplan som sändes till Finland. Norge hade även beställt 36 Hawk 75A-8 med Cyclone-motorer, av vilka de flesta levererades till den norska träningsbasen nära Toronto (som grundats av exilregeringen i London och som kallades "Lilla Norge") i Kanada. Där användes de som skolflygplan tills USAAF återkallade dem år 1943. Vissa såldes sedan till Curtiss och de resterande sändes till Peru.
Nederländerna beställde 35 (senare minskat till 24) Cyclonedrivna Hawk 75A-7. Eftersom tyskarna invaderat landet sändes de till Nederländska Ostindien. De anlände 1940 och tog del av motståndet mot de invaderande japanska styrkorna.
Curtiss utvecklade även Model 75H, en förenklad version med fast landställ som var ämnat för dåliga flygfält och som skulle vara lätta att underhålla. Den första prototypen av Model 75H såldes till den kinesiska nationalistregeringen som gav det till Claire L. Chennault för privat bruk. Kina använde ett antal förenklade Hawk 75M mot japanerna med liten framgång. Ett fåtal liknande Hawk 75N användes av Thailand i det Fransk-thailändska kriget och i det fruktlösa försvaret mot japanerna. 

### Curtis Hawk 75N i Argentina
Argentina köpte ett antal förenklade Hawk 75N (som kallades Hawk 75O) och köpte tillverkningslicensen för typen. Den argentinska flygplans tillverkaren Fábrica Militar de Aviones (FMA), Argentinas motsvarighet till svenska SAAB, kom att bygga 200 flygplan från och med 1940. De argentinska Hawk planen hade ganska ovanlig beväpning. Istället för amerikanska 12,7 mm och 7,62 mm browning kulsprutor använde den argentinska Hawk 75O kulsprutor av företaget Madsen. En 11,35 mm Madsen tung kulspruta och en 7,65 mm Madsen medeltung kulspruta i nosen och två till 7,65 mm Madsen medeltunga kulsprutor i vingarna. Argentinska Hawk 75O förblev i tjänst fram till 1954.

### Curtis Hawk 75A i Sverige
När Sverige letade efter ett nytt jaktplan runt 1939 föreslogs Curtis Hawk. Vapen skulle ha varit två Colt eller Madsen kulsprutor i nosen (troligen ksp m/22). Sverige som precis tagit automatkanon m/39 i tjänst ville använda dessa på flygplanet. Curtis sa att de kunde förbereda en installation för 2 till 4 akan i vingarna med 500 patroner per akan för en liten extra kostnad. De annonserade även att de kunde göra en special vinge som kunde bära 2 stycken 23 mm madsen-kanoner i vapenkapslar. Trots detta valde Sverige Vultee 48 C Vanguard (J 10) istället.

## Varianter
- Model 75A - företagsägt demonstrationsflygplan som flög med olika motorer
- Model 75B - prototyp med Wright R-1820-motor
- Model 75D - första prototypen, Wright R-1670-motor
- Model 75H - företagsbenämning på en förenklad exportversion med fast landställ, två lätt avvikande flygplan byggdes, ett för Kina och ett för Argentina.
- Model 75J - företagsägd 75A som temporärt utrustats med en extern kompressor
- Model 75K - icke byggd version, den var tänkt att utrustas med en Pratt & Whitney R-02180 Twin Hornet-motor.
- Model 75P - produktionsversion av P-36A (serienummer 38-010) som utrustades med en Allison V-1710 vattenkyld motor, prototyp för Curtiss P-40.
- Model 75R - företagsägd 75A som temporärt var utrustad med R-1830-SC2-G-motorn med turbokompressor, uppnådde 530 km/h men visade sig vara invecklad och otillförlitlig.
- Y1P-36 (Model 75E) - USAAC-prototyp, Pratt & Whitney R-1830-motor
- P-36A (Model 75L) - USAAC-version
- P-36B - produktionsversion av P-36A som utrustades med en R-1830-25-motor med 1 100 hk (820 kW), uppnådde 504 km/h, återställd till ursprunglig P-36A konfiguration
- P-36C - ytterligare en 7,7 mm ksp installerad i varje vinge med externa ammunitionslådor under vingarna, R-1830-17-motor med 1 200 hk (895 kW), de sista 30 produktionsflygplanen färdigställdes som P-36C
- XP-36D - produktionsvariant av P-36A som modifierats med två 12,7 mm kulsprutor i nosen och fyra 7,7 mm ksp i vingarna.
- XP-36E - produktionsvariant av P-36A som utrustades med fyra 7,7 mm kulsprutor i vingarna men bibehöll sina kulsprutor i flygkroppen.
- XP-36F - produktionsvariant av P-36A som utrustades med två 23 mm Madsen-automatkanoner under vingarna, återställdes till P-36A-utförande eftersom flygplanet endast uppnådde 427 km/h.
- P-36G - Hawk 75A-8 som var tänkt för Norge men som kvarhölls av den amerikanska regeringen när tyskarna invaderade, Wright R-1820-G205A-motor med 1 200 hk (895 kW). Användes först som avancerade skolflygplan av de fria norska styrkorna i Kanada, men flygplanen delades sedan mellan USAAF och Curtiss år 1943. Eftersom P-36G var föråldrad och hade en annorlunda motor än de amerikanska flygplanen sändes alla 12 USAAF-flygplanen till Peru under ett Lend-lease-kontrakt.
- Hawk 75A-1 - fransk exportversion, fyra 7,5 mm kulsprutor, R-1830-SC-G-motor med 900 hk (671 kW), brittiska flygplan kallades Mohawk I.
- Hawk 75A-2 - fransk exportversion, R-1830-SC2-G-motor med 1 050 hk (783 kW), sex 7,5 mm kulsprutor, brittiska flygplan kallades Mohawk II.
- Hawk 75A-3 - fransk exportversion, Hawk 75A-2 med R-1830-S1C3G-motor med 1 200 hk (895 kW), brittiska flygplan kallades Mohawk III.
- Hawk 75A-4 - fransk exportversion, Hawk 75A-2 med Wright R-1820-G205A Cyclone-motor med 1 200 hk (895 kW), brittiska flygplan kallades Mohawk IV.
- Hawk 75A-5 - byggd på licens i Kina (produktionen flyttades senare till Indien), inlemmades i RAF som Mohawk IV.
- Hawk 75A-6 - version för Norge, erövrade flygplan sändes till Finland.
- Hawk 75A-7 - version för Nederländerna, sändes till Nederländska ostindien efter att hemlandet ockuperats av tyskarna, flygplanet klarade sig dåligt mot de framryckande japanska styrkorna och sammanlagt förstördes 20 flygplan fram till februari 1942.
- Hawk 75A-8 - exportversion för Norge. Senare kallad P-36G.
- Hawk 75A-9 - tio flygplan som levererades till Persien, erövrades av britterna då de ännu var i lådor och användes senare av RAF i Indien som Mohawk IV
- Hawk 75A (J 10) - föreslagen variant till Sverige under letandet av flygplan för vad som skulle bli J 10 i det svenska flygvapnet. Beväpning: 2st kps m/22 & 2-4st akan m/39
- Hawk 75M - förenklad version med fast landställ och en Wright R-1820 Cyclone-motor för Kina, byggdes både av Curtiss och av Central Aircraft Manufacturing Company i Kina
- Hawk 75N - förenklad version för Siam
- Hawk 75O - förenklad version för Argentina, 29 byggdes av Curtiss och ytterligare 200 byggdes på licens av den lokala flygplanstillverkaren Fabrica Militar de Aviones
- Hawk 75Q - ytterligare två förenklade demonstrationsflygplan för Kina
- XP-37 - Allison V-1710 vätskekyld motor, sittbrunnen flyttad bak i flygkroppen
- YP-37 - servicetestversion av XP-37:an, 13 byggda exemplar
- XP-42 (Model 75S) - testflygplan för strömlinjeformade motorhuvar och luftkylda motorer